# МАЗ-525

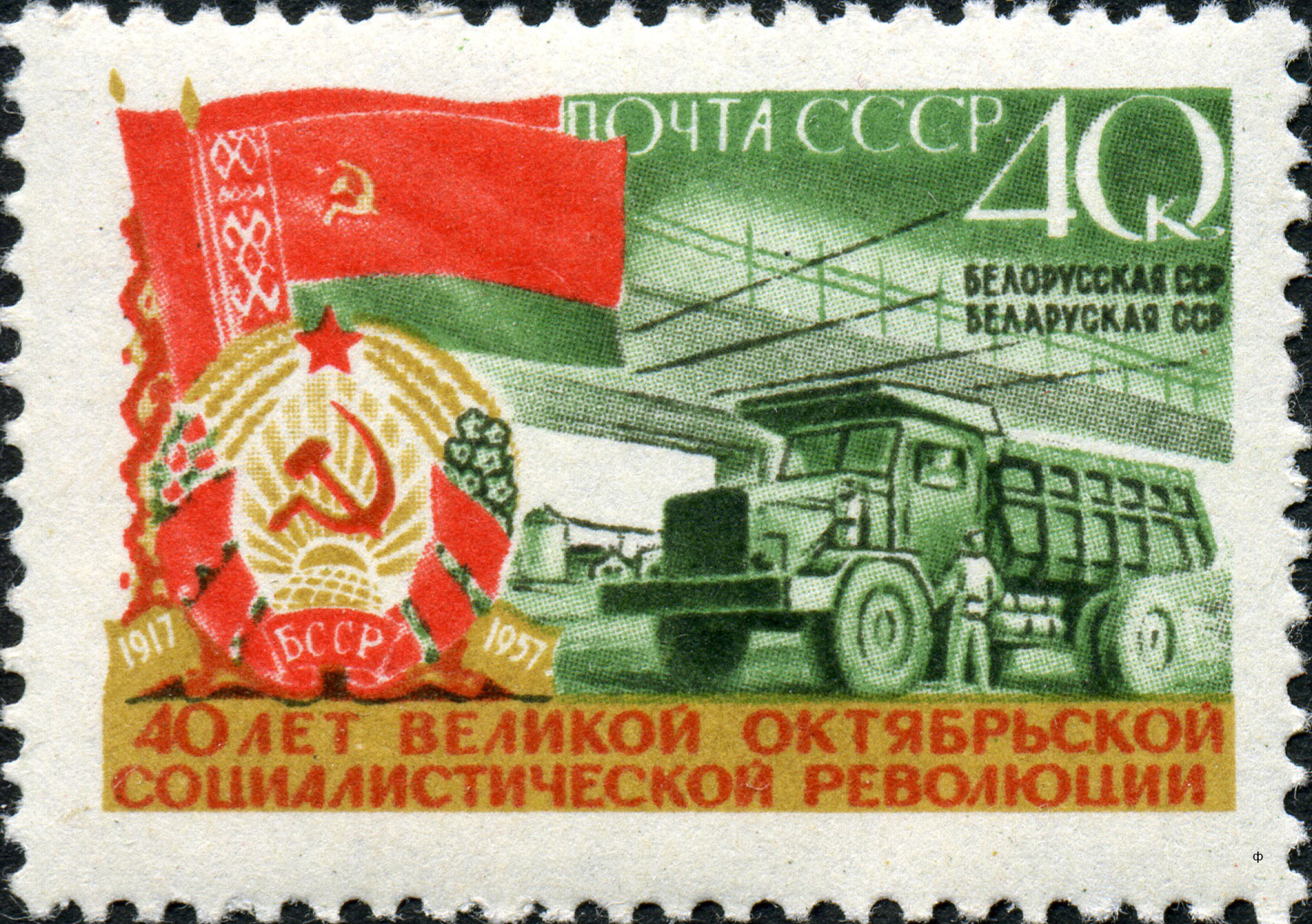
25-тонный самосвал. Марка СССР 1957

МАЗ-525 — советский грузовой автомобиль большой грузоподъёмности производства Минского автомобильного завода. Разработка начата в 1947 году на Ярославском автомобильном заводе под руководством конструкторского бюро большегрузных автомобилей при Министерстве автомобильной промышленности СССР. Проект получил название ЯАЗ-225. На нём планировалось установить смещённую влево кабину ЯАЗ-212 от ЯАЗ-200 и ЯАЗ-210. Однако в дальнейшем техническую документацию передали на МАЗ, где конструкция самосвала была существенно доработана, результатом чего стало присвоение нового индекса. Минская кабина, сохранившая от старой 212-й двери и некоторые другие элементы, по практике того времени получила отдельное обозначение МАЗ-526, а платформа самосвала — МАЗ-527.
Производился серийно в 1951—1958 годах. На Минском автозаводе было выпущено около 800 экземпляров, а всего с 1951 по 1965 годы — 6010 единиц. Из-за своей грузоподъёмности 25 тонн имел прозвище «четвертак», как и купюра в 25 рублей.
Внешний вид автомобиля разных лет выпуска незначительно различался. Так, на МАЗ-525 первых выпусков капот по ширине был равен кабине, на поздних выпусках он стал значительно уже. Вначале по бокам капота монтировалось ограждение для безопасности механика, обслуживавшего двигатель, но затем от этого отказались. На капотах ранних МАЗ-525 размещалась хромированная фигурка зубра, на поздних зубр помещался в качестве выштамповки на боковинах капота. Кроме того, на ранних МАЗ-525 решётка радиатора внешне напоминала решётку МАЗ-200.
В 1952 году на базе самосвала был создан седельный тягач МАЗ-Э-525Д для работы в сцепке со 15-кубовым скрепером Д-189. В 1954 году совместными усилиями МАЗа, Института горного дела АН УССР и Харьковского троллейбусного депо был создан уникальный самосвал-троллейвоз, оснащённый двумя троллейбусными электродвигателями Д-202 общей мощностью 172 кВт. В 1964 году НАМИ разработал другую модель самосвала-троллейвоза, получившую название ДТУ-25.
В 1959 году на базе узлов МАЗ-525 было изготовлено 3 экземпляра колёсного аэродромного тягача МАЗ-541.
С 1 ноября 1958 года производство было передано Белорусскому автомобильному заводу, где автомобиль выпускался до 1965 года включительно. При этом с боковин капота исчезли «мазовские» зубры, а на капоте появилась надпись «БЕЛАЗ». В связи с этим в некоторых источниках ошибочно указывается, что автомобиль получил марку «БелАЗ», однако это не так. Самосвал выпускался под маркой МАЗ в Жодине до самого конца производства. В 1959 году на базе самосвала в Жодине был разработан седельный тягач МАЗ-525А для работы в составе автопоезда с 45-тонным полуприцепом БелАЗ-5271. Однако в серию автомобиль не пошёл.
С 1965 года МАЗ-525 был снят с производства. После этого завод полностью перешёл на выпуск новых самосвалов БелАЗ-540А, а также ещё несколько лет выпускал запчасти для автомобилей предыдущей модели.
Эксплуатация машин продолжалась до начала 1970-х годов. МАЗы-525 участвовали практически во всех крупных советских стройках 1950—1960-х годов, а также в зарубежных стройках (например, в возведении Асуанской плотины в Египте). Единственный сохранившийся экземпляр установлен как памятник у Красноярской ГЭС.

## МАЗ-525 в кинематографе
МАЗ-525 снимался в фильмах «Русский сувенир» (1960) и «Жажда над ручьём» (1968). В конце фильма главная героиня убегает с гидрологического пункта, по грунтовой дороге мимо неё проезжают КрАЗы, МАЗ-525, БелАЗ. Так же МАЗ-525 присутствует в фильме Зархи 1959г "Двое на мосту" .

Троллейвоз МАЗ-525 ХТТУ 1954 года